# 村崎サイ
村崎 サイ（むらさき サイ、1864年7月10日（元治元年6月7日） - 1945年（昭和20年）7月4日）は日本の教育者。社会運動家。香川県小豆郡苗羽村(現・小豆島町)出身。
徳島文理大学などを経営する学校法人村崎学園の創立者で「学祖」と呼ばれている。

## 経歴

### 村崎学園設立
香川県・小豆島の醤油屋の娘に生まれる。父は町長を務めており、小豆島で初めての小学校を創立した人物である。愛媛県で初めての女性教員となった後、徳島県で教職についた。
1895年に「女も独り立ちが出来ねばならぬ」の精神により私立裁縫専修学校（現在の徳島文理大学の前身）を創立。
1924年には徳島女子職業学校（現在の徳島文理高等学校の前身）を併設。当時はあまり女性が社会に出ることの少なかった時代だった為、サイは女性の社会進出と自立を目標としていた。
1945年7月4日、徳島市を襲った徳島大空襲により学園は焼失、サイ自身もこの時に死亡した。また夫との間に子供ができなかったので、自分の生徒を養女にした。

### サイの没後
サイの死後、孫である村崎凡人が学園を再建するとともにその近代化に努め、幼稚園から大学院までを一貫した教育を行う総合学園にした。また1985年には村崎凡人によって「女も独り立ちが出来ねばならぬ 村崎サイ」という本も春秋社から出版されている。
1989年には徳島文理大学香川キャンパスに「村崎サイメモリアルホール」が設立され、2000年には徳島キャンパスに「むらさきホール」が建てられている。また大学には「村崎サイ奨学金」という文理大学独自の奨学金制度が設けられている。